# Grandvillers-aux-Bois
Grandvillers-aux-Bois település Franciaországban, Oise megyében. Lakosainak száma 300 fő (2022. január 1.). Grandvillers-aux-Bois Cressonsacq, Moyenneville, La Neuville-Roy és Rouvillers községekkel határos.

## Népesség
A település népességének változása:
| Lakosok száma | 318  | 316  | 322  | 313  | 309  | 306  | 304  | 302  | 300  |
|               | 2013 | 2015 | 2016 | 2017 | 2018 | 2019 | 2020 | 2021 | 2022 |